# Paryphosmylus ornatus
Paryphosmylus ornatus is een insect uit de familie watergaasvliegen (Osmylidae), die tot de orde netvleugeligen (Neuroptera) behoort. 
Paryphosmylus ornatus is voor het eerst wetenschappelijk beschreven door Krüger in 1913. De soort komt voor in Ecuador.